# Nhàn rỗi
Nhàn rỗi hay là thời gian rảnh, thư nhàn là thời gian tùy ý, được dùng trong các hoạt động, sinh hoạt không bắt buộc. Trái ngược với các hoạt động bắt buộc như  việc làm, kinh doanh, công việc gia đình, giáo dục, căng thẳng, ăn uống, và ngủ. Thời gian rảnh này thường được dùng cho các việc giải trí, tiêu khiển, sở thích, du lịch, thể dục thể thao hay là thư giãn, nghỉ ngơi,... cũng có thể dùng cho việc học thêm, phát triển kỹ năng bản thân hay là kiếm thêm thu nhập.

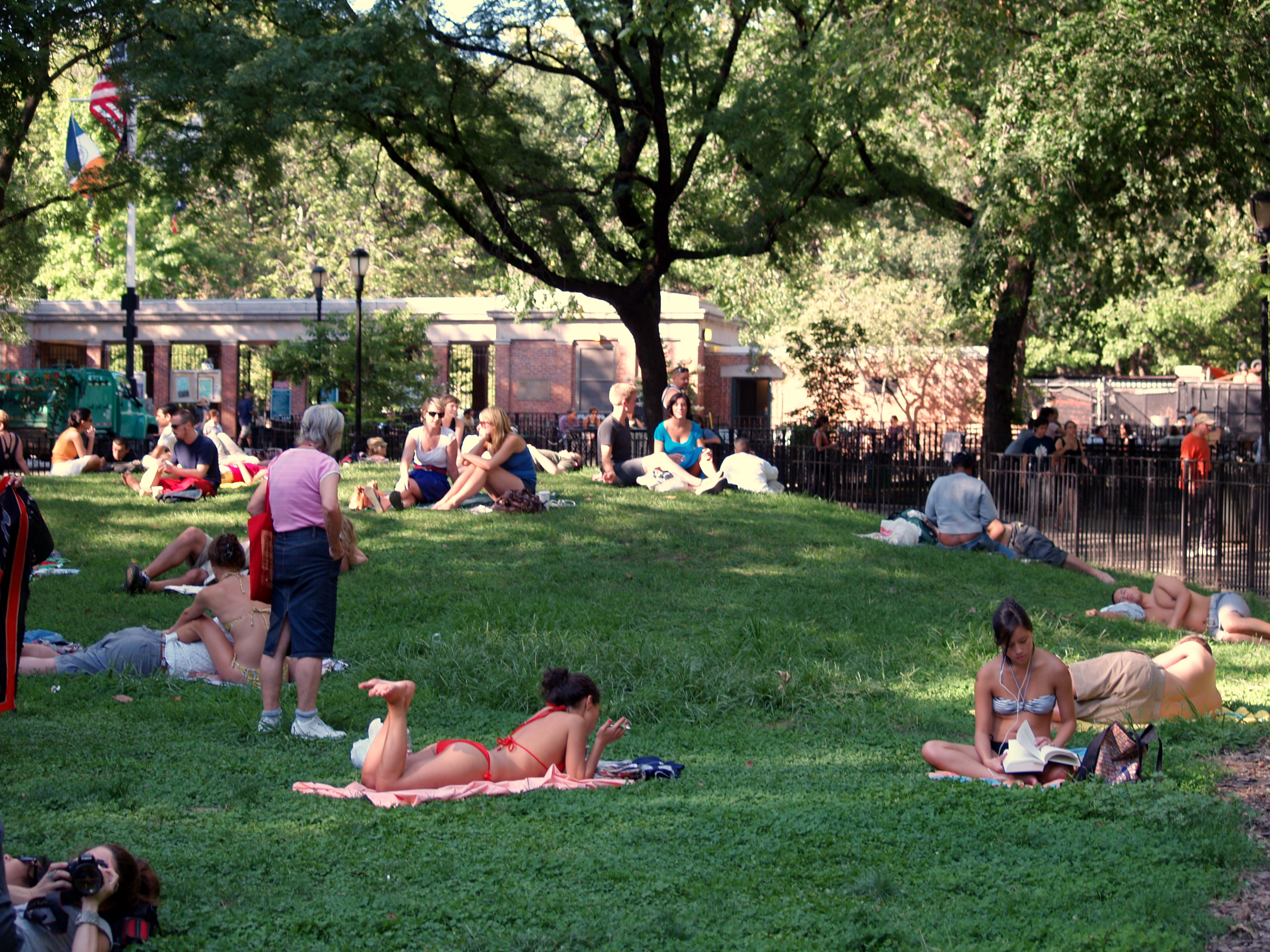
Nghỉ ngơi, thư giãn và bơi lội, thể dục tại một công viên công cộng

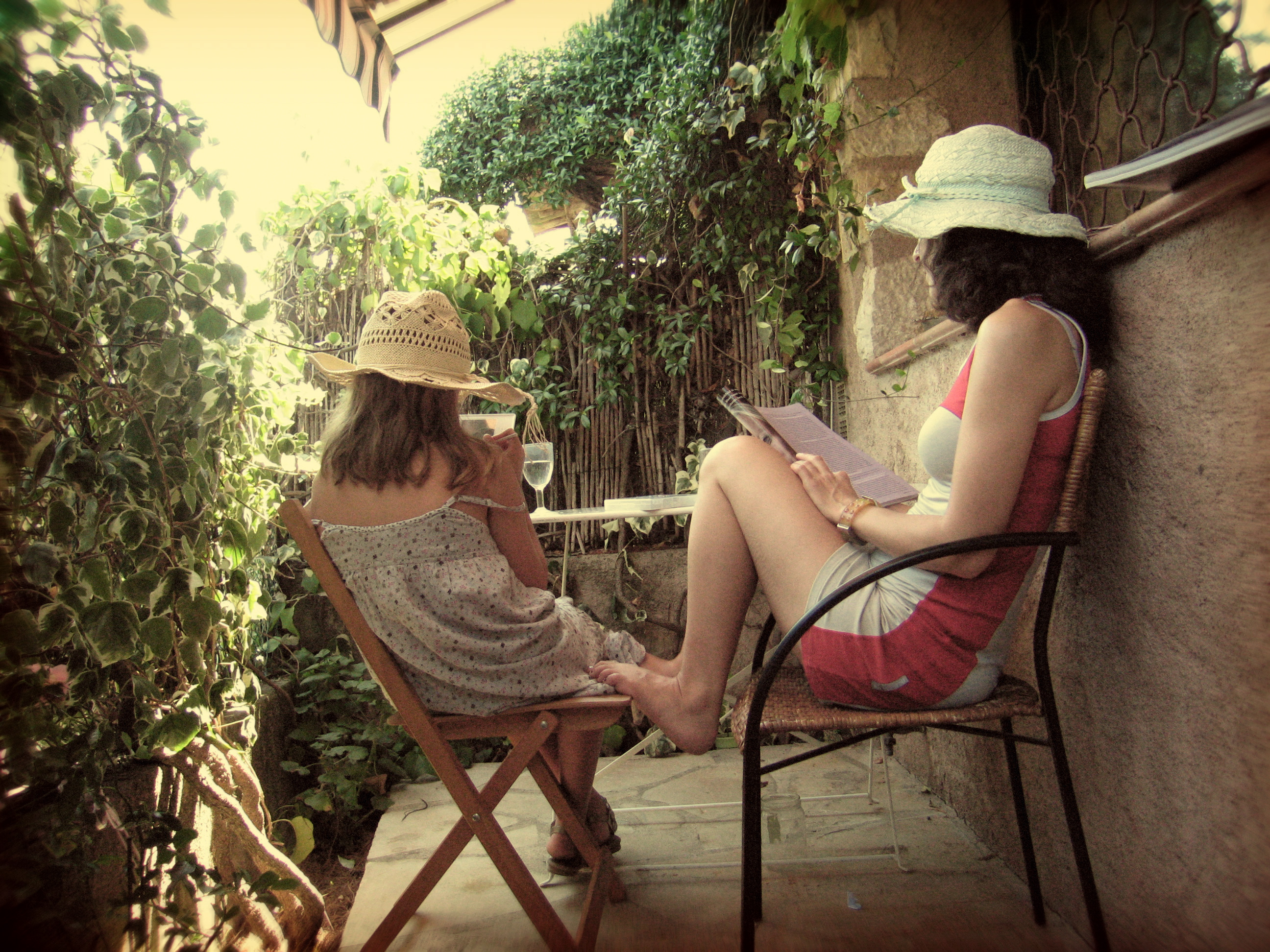
Thời gian rãnh cuối tuần ngoài góc vườn

Sự khác biệt giữa các hoạt động giải trí, thư nhàn và hoạt động bắt buộc không phải là một định nghĩa cứng nhắc, ví dụ như người đôi khi làm các công việc có định hướng cho niềm vui cũng như cho tiện ích lâu dài, như học thêm, tự đào tạo, tập kỹ năng hay là nâng kiến thức cho các sở thích. Chắc chắn hoạt động thư nhàn  không phải là một lựa chọn hoàn toàn tự do cho hầu hết mọi người, và có thể bị hạn chế bởi áp lực xã hội và điều kiện sống, ví dụ như một người có thể bị bắt buộc phải dùng thời gian rảnh để làm bài tập ở nhà, hay là làm vườn bởi sự cần thiết để theo kịp với tiêu chuẩn của các khu vườn lân cận.
Một khái niệm nhàn rỗi khác là thư nhàn cộng đồng hay là xã hội, trong đó bao gồm các hoạt động nhàn nhã trong một môi trường tương tác xã hội, chẳng hạn như hoạt động ngoại khóa, ví dụ như thể thao, các câu lạc bộ.
Nghiên cứu nhàn rỗi là một môn học giáo dục liên quan đến việc nghiên cứu và phân tích nhàn rỗi.

## Thanh thiếu niên
Thời gian rỗi có tác động lớn đến sự phát triển tuổi trẻ, được ảnh hưởng bởi việc kiểm soát và thái độ quan tâm của cha mẹ.